# Neochóri (Falesía, Arcadie)
Neochóri (grec moderne : Νεοχώρι) est une localité située dans le dème de Mégalopolis, dans le district régional d'Arcadie, dans la périphérie du Péloponnèse, en Grèce.
Selon le recensement de 2021, elle compte 29 habitants.